# Санакоевы
Санако́евы (осет. Санахъотæ, груз. სანაყოშვილი) — осетинская фамилия.

## Антропонимика
Из тюркского sana — ‘ум, разум, память; душа’ + хъо.

## Генеалогия
Родственными фамилиями (осет. æрвадæлтæ) Санакоевых являются Габараевы, Гаглоевы, Галавановы и Ванеевы.
| Компания | Антропоним                 | Гаплогруппы      |
| -------- | -------------------------- | ---------------- |
| 23andMe  | Konstantin Sanakoev (1959) | E-V13 # U5a2b    |
| FTDNA    | Alan Emzarovic Sanakoev    | E-BY184773       |
| FTDNA    | Vitaliy Sanakoev           | E1b1b1a1b1a V13+ |

## Известные носители
Писатели
- Васо Михайлович Санакоев (1901–1978) — югоосетинский писатель, поэт и драматург.
- Павел Алексеевич Санакоев (1882–1962) — осетинский писатель, переводчик, языковед.

Спортсмены
- Аслан Борисович Санакоев (1979) — российский и узбекистанский борец вольного стиля, призёр Кубка мира.
- Ацамаз Иналович Санакоев (1992) — российский борец борец вольного стиля, мастер спорта России.
- Григорий Константинович Санакоев (1935–2021) — советский и российский шахматист, мастер спорта СССР.

Ученые
- Мурат Петрович Санакоев (1937–2010) — доктор исторических наук, профессор, зав. отделом истории ЮОГУ.[3][4]
- Таймураз Владимирович Санакоев (1932–2013) — кандидат технических наук, профессор, заслуженный изобретатель ГССР.[5]

Художники и Скульпторы
- Борис Иосифович Санакоев (1920) — народный художник Грузии, заслуженный деятель искусств Грузинской ССР.[3]
- Сергей Павлович Санакоев (1920–2002) — советский и российский скульптор, народный художник РСФСР.[6]
- Станислав Иванович Санакоев (1947) — художник-монументалист, председатель Союза художников РЮО.[7]

Чиновники
- Владимир Аржеванович Санакоев (1884–1937) — советский государственный и партийный деятель.
- Григорий Георгиевич Санакоев (1914) — советский государственный и партийный деятель.
- Давид Георгиевич Санакоев (1976) — южноосетинский политический и общественный деятель.
- Дмитрий Иванович Санакоев (1969) — южно-осетинский и грузинский политический деятель.
- Игорь Викторович Санакоев (1947) — премьер-министр Южной Осетии с 2003 по 2005 гг.
- Феликс Сергеевич Санакоев (1939) — советский хозяйственный, государственный и политический деятель.
- Шалва Парсаданович Санакоев (1916–1992) — советский хозяйственный, государственный и политический деятель.